# Tomi Juric
Tomislav Juric (Sídney, Nueva Gales del Sur, Australia, 22 de julio de 1991) es un futbolista australiano que juega como delantero en el F. C. Koper de la Primera Liga de Eslovenia.

## Carrera
Durante la edición 2013-2014 de la AFC Champions League Tomi Juric anotó 4 goles, siendo incluido como reserva en el equipo ideal del torneo. Uno de sus goles fue el 25 de octubre de 2014 en el partido de ida de la Final del torneo contra el Al Hilal, donde remató con pierna derecha un centro desde la izquierda de su compatriota Anthony Golec. El gol finalmente decantaría la eliminatoria para el Western Sydney Wanderers (1-0 en el agregado de la eliminatoria) llevándose por primera vez en la historia el título de la AFC Champions League un club australiano.
El 31 de enero de 2015 en la Final de la Copa Asiática 2015 Australia empataba 1-1 contra Corea del Sur en el tiempo reglamentario, Tomi Juric había entrado al terreno de juego en el minuto 64. Durante el 105' del encuentro, ya en la prórroga Juric robó un balón en la banda al lateral zurdo coreano y después de caer al suelo tras de un empujón, conseguía levantarse y deshacerse de su rival con un caño que le permitió poner el centro al área que acabaría con el gol de su compañero James Troisi después de un mal despeje del meta surcoreano Kim Jin-hyeon. La selección australiana ganó el encuentro 1-2 y consiguió levantar por primera vez en su historia el título de la Copa Asiática, después de haberse unido a la AFC en 2007.

## Selección nacional
Ha sido Internacional con la selección de Australia, con el cual disputó 41 partidos internacionales y ha anotado 8 goles.

### Participaciones en Copa Confederaciones
| Torneo                    | Sede  | Resultado      | Partidos | Goles |
| ------------------------- | ----- | -------------- | -------- | ----- |
| Copa Confederaciones 2017 | Rusia | Fase de grupos | 3        | 1     |

### Participaciones en Campeonatos de la AFC
| Copa               | Sede      | Resultado | Partidos | Goles |
| ------------------ | --------- | --------- | -------- | ----- |
| Copa Asiática 2015 | Australia | Campeón   | 5        | 1     |

### Participaciones en Copas del Mundo
| Mundial           | Sede  | Resultado      | Partidos | Goles |
| ----------------- | ----- | -------------- | -------- | ----- |
| Copa Mundial 2018 | Rusia | Fase de grupos | 3        | 0     |

## Clubes
| Club                           | País         | Año       |
| ------------------------------ | ------------ | --------- |
| N. K. Croatia Sesvete          | Croacia      | 2010-2011 |
| N. K. Lokomotiva Zagreb        | Croacia      | 2011-2012 |
| N. K. Inter Zaprešić           | Croacia      | 2012-2013 |
| Adelaide United F. C.          | Australia    | 2013      |
| Western Sydney Wanderers F. C. | Australia    | 2013-2015 |
| Roda JC                        | Países Bajos | 2015-2016 |
| F. C. Lucerna                  | Suiza        | 2016-2019 |
| PFC CSKA Sofía                 | Bulgaria     | 2019-2020 |
| Adelaide United F. C.          | Australia    | 2020-2021 |
| Macarthur F. C.                | Australia    | 2021-2022 |
| Melbourne Victory F. C.        | Australia    | 2022-2023 |
| NorthEast United               | India        | 2024      |
| F. C. Koper                    | Eslovenia    | 2024-     |

## Palmarés

### Títulos internacionales
| Título                      | Club (*)                       | País      | Año  |
| --------------------------- | ------------------------------ | --------- | ---- |
| Liga de Campeones de la AFC | Western Sydney Wanderers F. C. | Australia | 2014 |
| Copa Asiática               | Selección de Australia         | Australia | 2015 |

(*) Incluyendo la selección.